# 亚兹拉尔

亚兹拉尔

亚兹拉尔（Azrael）（阿拉伯语：عزرائیل；ʿAzrāʾīl）一般认为是死亡天使之一，在阿拉伯语中拼写为Azra'eil（عزرایل）或Izrail（عزرائيل），希伯来语拼写为עזראל（ʿázarʾēl），这个名字一般认为来自伊斯兰教的死亡天使。尽管Malaikat Maut（直译就是死亡天使）通常在《古兰经》中使用，但还有其他很多拼法如Azrail、Ashriel、Azaril、Azriel、Azrin、Azraille、Azraa-eel、Ezraeil、Izrail、Izrael和Ozryel。字面的意思是「神帮助的人」（whom God helps）。

## 参見
- 伊斯蘭教中的天使
- 阿茲瑞爾（英语：Azriel）
- 薩梅迪男爵
- 卡戎
- 死神
- 毀滅天使（聖經）（英语：Destroying angel (Bible)）
- 杜馬
- 天使列表
- 墳墓的懲罰（英语：Punishment of the Grave）
- 唆雷爾（英语：Saureil）
- 死亡聖神
- 桑納托斯